# Anna Lee
Anna Lee, född 2 januari 1913 i Ightham, Kent, England, död 14 maj 2004 i Beverly Hills, Kalifornien, USA, var en brittisk skådespelare. Hon filmdebuterade som statist 1932. Efter sin medverkan i filmen Jag minns min gröna dal 1941 fick hon ett genombrott i Hollywood. 
Hon har en stjärna på Hollywood Walk of Fame vid adressen 6777 Hollywood Blvd.

## Filmografi, urval
- 1937 – Ökenskattens hemlighet
- 1940 – Sju syndare
- 1941 – Jag minns min gröna dal
- 1943 – Till nu och för evigt
- 1943 – Skräckdagar i Prag
- 1944 – En sällsam bekännelse
- 1947 – Spöket och Mrs. Muir
- 1948 – Indianöverfallet vid Fort Apache
- 1958 – Det sista hurraropet
- 1962 – Vad hände med Baby Jane?
- 1965 – Sound of Music
- 1981 – General Hospital (TV-serie) (1981-2003)